# Кузьменко, Николай Александрович
Николай Александрович Кузьменко (род. 20 ноября 1955, Тюмень) — советский конькобежец, чемпион и рекордсмен СССР.

## Биография
Выступал за ЦСКА. В сборной команде СССР с 1972 по 1978 годы.
Чемпион СССР на дистанциях 1500 м (1973) и 5000 м (1977). Обладатель Кубка СССР в классическом многоборье (1975). Рекордсмен СССР на дистанции 1500 м (1973).
Вице-чемпион СССР в классическом многоборье в 1974—1975 годах.
С 1980 по 1998 годы работал тренером сборной Вооружённых Сил по конькобежному спорту. Майор в отставке.